# دستور صوماليلاند
اعتمد دستور صوماليلاند من قبل مجلسي برلمان صوماليلاند في 30 أبريل 2000. تمت الموافقة على الدستور في استفتاء عقد في 31 مايو 2001 عندما صوت 97 ٪ من الناخبين لصالحه. تتكون نسخته المعاد نشرها من مقدمة (عرار) وخمسة فصول رئيسية (Qaybo) ، كل منها مقسم إلى أجزاء (Xubno). يوجد الآن إجمالي 130 مقالة (Qodobo) مقارنة بـ 156 مقالة سابقة.

## التاريخ
صوماليلاند لديها وثائق دستورية أخرى ذات أهمية تاريخية تتراوح من المعاهدات الدولية التي وقعتها مختلف مجتمعات أرض الصومال مع الحكومة البريطانية ، والترتيبات الدستورية المختلفة قبل الاستقلال في عام 1960 إلى إعلان إعادة تأكيد السيادة في عام 1991 (في برعو) ) في واحدة من أقدم المؤتمرات الكبرى لمجتمعات صوماليلاند. على الرغم من أن جمهورية صوماليلاند كانت مستقلة لفترة قصيرة في يونيو 1960 ، إلا أنها اتحدت لاحقًا مع إقليم الوصاية الصومالي لتشكيل جمهورية الصومال . خلال تلك الفترة القصيرة لم يتم اعتماد دستور شامل. كان لدولة أرض الصومال دستورها الخاص الذي تمت صياغته في أوائل عام 1960 ، وتم تطبيقه لفترة وجيزة.

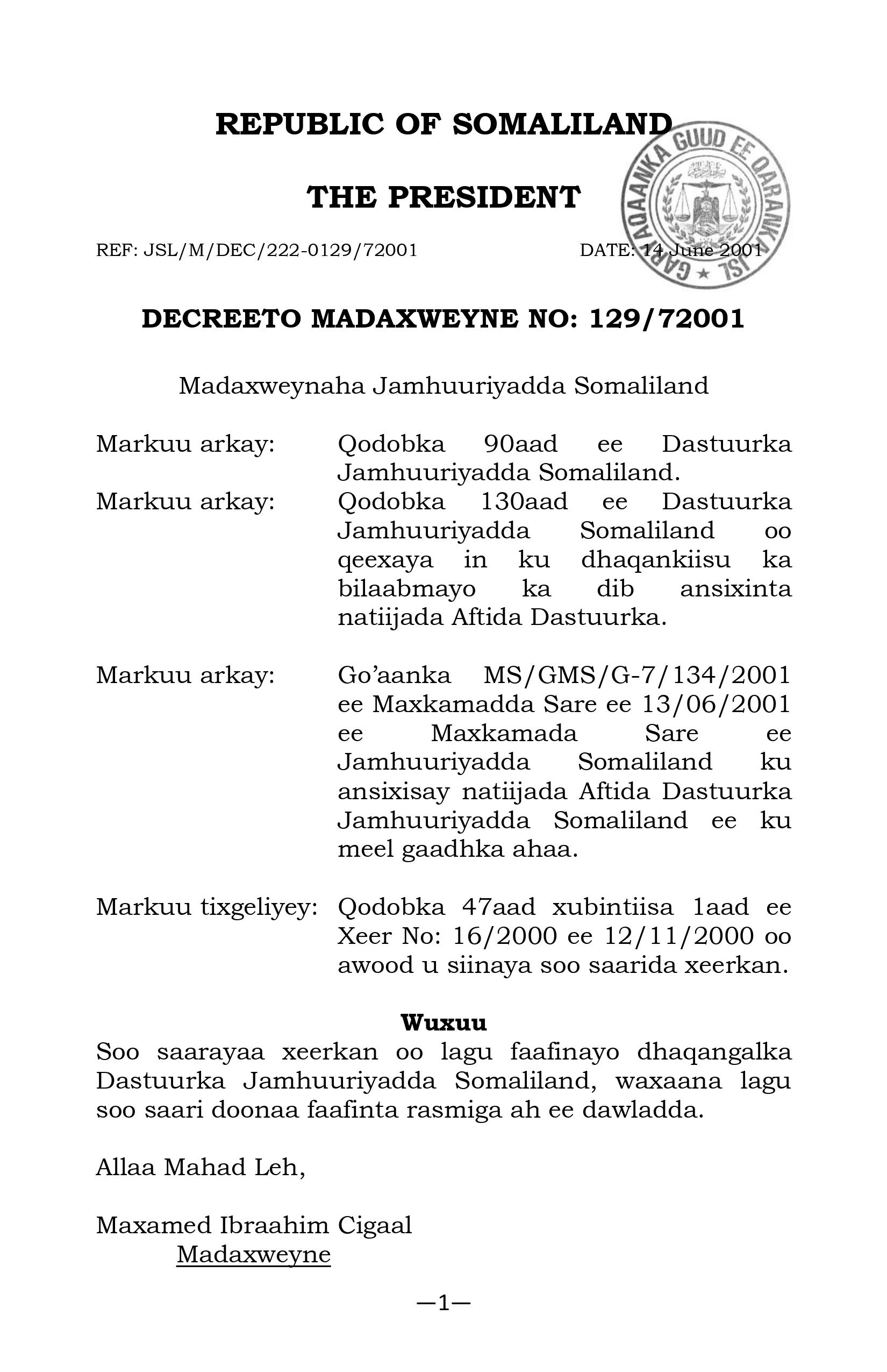
مرسوم رئاسي بالمصادقة على دستور أرض الصومال من قبل محمد حاج إبراهيم عقال

كانت أول وثيقة دستورية رئيسية لصوماليلاند المستقلة هي الميثاق الوطني (Axdi Qaran) ، الذي وقع عليه مؤتمر مجتمعات صوماليلاند في عام 1993 في بوراما .
تبع ذلك أول دستور لأرض الصومال ، والذي تم تبنيه في مؤتمر مجتمعات صوماليلاند في هرجيسا في فبراير 1997. وبموجب المادة 151 ، يُنفذ الدستور لمدة ثلاث سنوات من الموافقة عليه في فبراير 1997 ، ويدخل حيز التنفيذ بالكامل بمجرد إجراء الاستفتاء . كان هناك نص على زيادة هذه الفترة المؤقتة من قبل مجلسي البرلمان ، وفي أوائل عام 2000 ، صوت المجلسان على زيادة الفترة بمقدار عام واحد. كان هذا في المقام الأول لإعطاء مزيد من الوقت لاستكمال مراجعة الدستور (قبل تقديمه إلى الأمة في استفتاء) ولإقرار القوانين والآليات لتغيير الديمقراطية «التمثيلية» الحالية في أرض الصومال إلى ديمقراطية شعبية. على أساس الانتخابات المباشرة لرئيس صوماليلاند وبرلمان أرض الصومال .
على الرغم من أن حكومة صوماليلاند اقترحت في البداية تعديلات واسعة النطاق إلى حد ما على الدستور في عام 1999 ، إلا أن الدستور النهائي المنقح لا يختلف كثيرًا عن الدستور الأخير ، وقد تم تخفيض عدد المواد من 156 إلى 130 إلى حد كبير من خلال دمج بعض المواد ، بدلاً من الإلغاء الشامل. على عكس مشاريع المقترحات السابقة ، تم الإبقاء على جميع أجزاء الدستور المتعلقة بالمبادئ التوجيهية وحقوق الإنسان. إجمالاً ، نظمت المراجعات الدستور ولم يتم إجراء أي تغييرات جوهرية.